# Sap (Dunajská Streda)
Sap es un municipio del distrito de Dunajská Streda en la región de Trnava, Eslovaquia, con una población estimada a final del año 2024 de 503 habitantes.
Se encuentra ubicado al sur de la región, cerca de los ríos Danubio y Váh, y de la frontera con Hungría y la región de Bratislava.

## Demografía
| Año        | 1994 | 2004    | 2014    | 2024    |
| ---------- | ---- | ------- | ------- | ------- |
| Población  | 566  | 541     | 522     | 503     |
| Diferencia |      | −4,41 % | −3,51 % | −3,63 % |

| Año        | 2023 | 2024 |
| ---------- | ---- | ---- |
| Población  | 503  | 503  |
| Diferencia |      | +0 % |